# Вагнер, Мартин (архитектор)
Мартин Вагнер (нем. Martin Wagner; 5 ноября 1885, Кёнигсберг (Восточная Пруссия) — 28 мая 1957, Кембридж (Массачусетс)) — немецкий архитектор, градостроитель и писатель-социалист. Один из основоположников архитектуры модернизма. Градостроитель Берлина.

## Биография
Мартин Вагнер изучал архитектуру, городское планирование и экономику в Королевской высшей технической школе (Берлин-Шарлоттенбург) и в 1905—1910 годах в Дрездене. Затем работал чертёжником в проектном бюро Германа Мутезиуса.
1 октября 1911 года Вагнер вступил в должность начальника инженерно-строительного отдела новообразованного города Рюстринген. Он занимал эту должность до 1 июня 1914 года. В 1912 году, чтобы противодействовать нехватке жилья в быстрорастущем городе, он разработал проект типового дома для многодетных семей. По его инициативе город Рюстринген с 1912 года строил на муниципальной земле так называемые коммерческие дома, которые после завершения строительства выставлялись на продажу. Он ввёл систему муниципального контроля для того, чтобы не оставлять «проектирование городов на произвол или личную случайность». В 1913 году издал постановление о зонировании, призванное «бороться с уродством недавней городской экспансии». Однако его новаторские планы не получили развития из-за начала Первая мировая войнаПервой мировой войны.
В 1915 году Мартин Вагнер получил докторскую степень за диссертацию «Санитарная зелень городов, вклад в теорию открытого пространства» (Das sanitäre Grün der Städte, ein Beitrag zur Freiflächentheorie), выполненную под руководством Йозефа Брикса в Берлине.
В 1918 году Вагнер был назначен уполномоченным по городскому планированию в Шёнеберге (с 1920 г. городской район Берлина). В этом качестве он задумал и спланировал вместе с Генрихом Лассеном поселение «Линденхоф I» (1918—1920), для которого Бруно Таут проектировал общежитие для одиноких (снесено после повреждений во время Второй мировой войны).
В 1920 году вместе с Августом Эллингером Вагнер основал Ассоциацию Общественных Строительных Компаний (ВСС), которую возглавлял до 1925 года. C 1924 года Вагнер работал главным строительным инспектором Берлина, под его руководством было построено большинство берлинских жилых комплексов новаторской планировки, в том числе проект реконструкции площади Александерплац и, совместно с Бруно Таутом, посёлок Хуфайзен (нем. Hufeisensiedlung — посёлок «Подкова»), признанный объектом Всемирного наследия ЮНЕСКО. В 1924 году Вагнер основал строительное общество «GEHAG», которое отвечало за семьдесят процентов жилья Берлина, построенного с 1924 по 1933 год, что составляет многие тысячи жилых единиц. В этом проекте впервые были реализованы идеи Вагнера о типизации, стандартизации и рационализации жилищного строительства без снижения реальных затрат.
При разработке этих обширных строительных программ проводились консультации с ведущими архитекторами, такими как Людвиг Мис ван дер Роэ, Вальтер Гропиус, Ханс Шарун и Хьюго Херинг. Сам Вагнер интенсивно занимался перепланировкой центра Большого Берлина. Цель состояла в том, чтобы сделать его «космополитическим городом», «местом счастливой работы и счастливого отдыха», как он был назван в 1929 году в журнале «Новый Берлин» (Das Neue Berlin) под редакцией Вагнера и Адольфа Бене.
Вагнер был больше градостроителем-планировщиком, чем проектировщиком-архитектором, и немногие отдельные проекты зданий напрямую связаны с ним. Его роль была аналогична роли Эрнста Мэя во Франкфурте-на-Майне: он руководил крупномасштабными усилиями по стандартизации строительных требований, рационализации строительной практики, организации работы поставщиков и профсоюзов для массового производства жилья.
После визита в Советский Союз в 1931 году Вагнер разработал плановые экономические подходы для расширения города Берлина, которые, однако, уже не были эффективны. Строительная выставка в Берлине в 1931 году и выставка «Солнце, воздух и дом для всех» (Sonne, Luft und Haus für alle) в 1932 году, на которых были собраны предложения по «растущему дому будущего» (wachsendes Haus der Zukunft), были последними важными мероприятиями городского строительного совета. В феврале 1933 года Вагнер вышел из Берлинской академии искусств в знак протеста против исключения Кете Кольвиц и преследования Генриха Манна. Как давний член СДПГ и представитель движения «Новое строительство» Вагнер всё более явно противостоял политике национал-социалистической партии. Когда нацисты пришли к власти в начале 1930-х годов, Вагнер попал под растущее давление и подозрения. В 1933 году он был исключен из Германского Веркбунда и решил покинуть страну.
Три года он провёл в изгнании в Турции. В 1935 году по рекомендации Ганса Пёльцига Вагнер, который до этого практически не работал, был назначен советником по городскому планированию в городе Стамбул. Там он составил ряд градостроительных отчётов и общий план развития города. Летом 1937 года он организовал (вероятно, вместе с Бруно Таутом, который также был в Турции) выставку достижений правительства Ататюрка.
В 1938 году архитектор эмигрировал в США. В 1938 году Вагнер занял должность преподавателя городского планирования в Гарвардской высшей школе дизайна. В трудоустройстве ему помог его коллега Вальтер Гропиус. Но уже к 1940 году его отношения с Гропиусом обострились. Вагнер жаловался на то, что Гропиус отказывается от основных социальных принципов архитектуры и практикует модернизм только как стиль. С другой стороны, пуризм Вагнера, возможно, не сослужил ему хорошую службу: в 1944 году он разработал новый план города Бостона, который предусматривал полное снос и реструктуризацию всей центральной части города. Вагнер разработал быстровозводимую жилищную систему купольных домов (система М-З, 1940—1941) и заложил концептуальные основы планировки кварталов с 5000 жителей, составивших «Новые города» (1945). В 1945 году Вагнер был избран членом Американской академии искусств и наук.
В 1950 году он стал профессором городского и регионального планирования Гарвардского университета в Кембридже, штат Массачусетс. В 1944 году Вагнер принял американское гражданство; он работал профессором GSD до выхода на пенсию в 1951 году. Сын Вагнера Бернард Вагнер также был архитектором.
В 1952 году Вагнер, имевший американское гражданство, вернулся в Германию и побывал в восстановленных городах Дортмунде, Эссене, Бонн, Кёльне, Ганновере, Гамбурге, Франкфурте, Дармштадте, Франкфурте-на-Майне, Штутгарте, Фрайбурге и Тюбингене. Незадолго до смерти в 1957 году его разочарование по поводу того, что он считал неудачным городским и жилищным строительством в Федеративной Республике, вылилось в его брошюре «Потёмкин в Западном Берлине» (Potemkin in Westberlin), в которой он описал планирование в Берлине как слишком дорогое и не соответствующее текущим социальным потребностям.

## Галерея

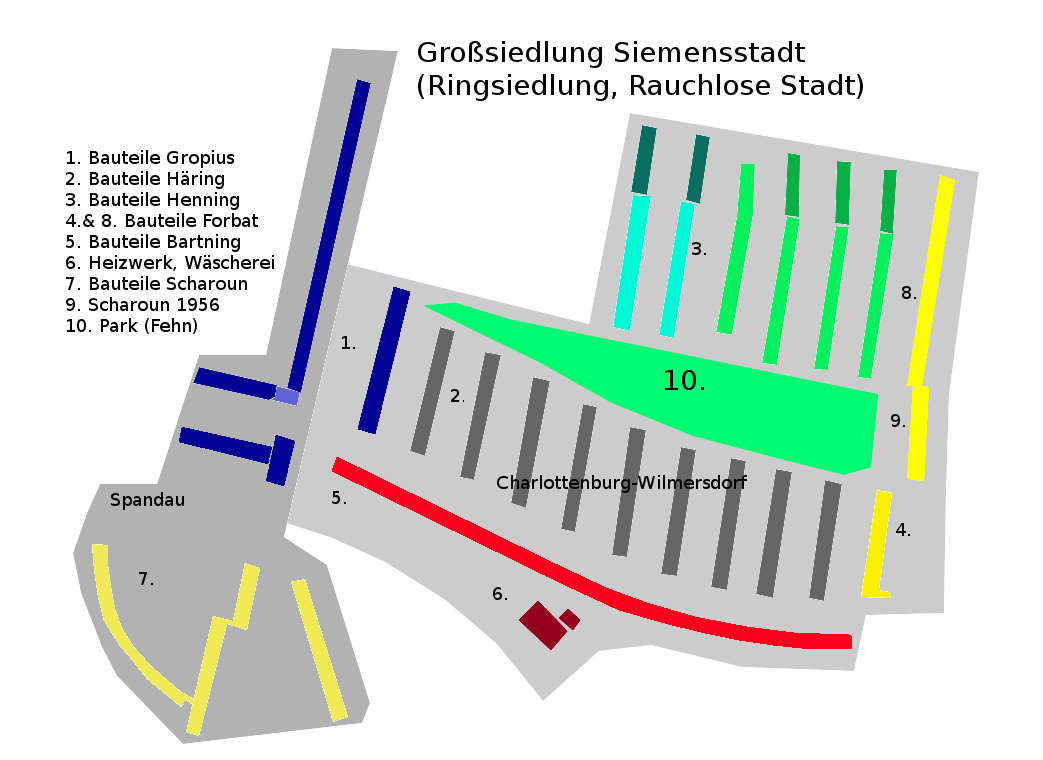
Генеральный план квартала Зидлунг, Берлин
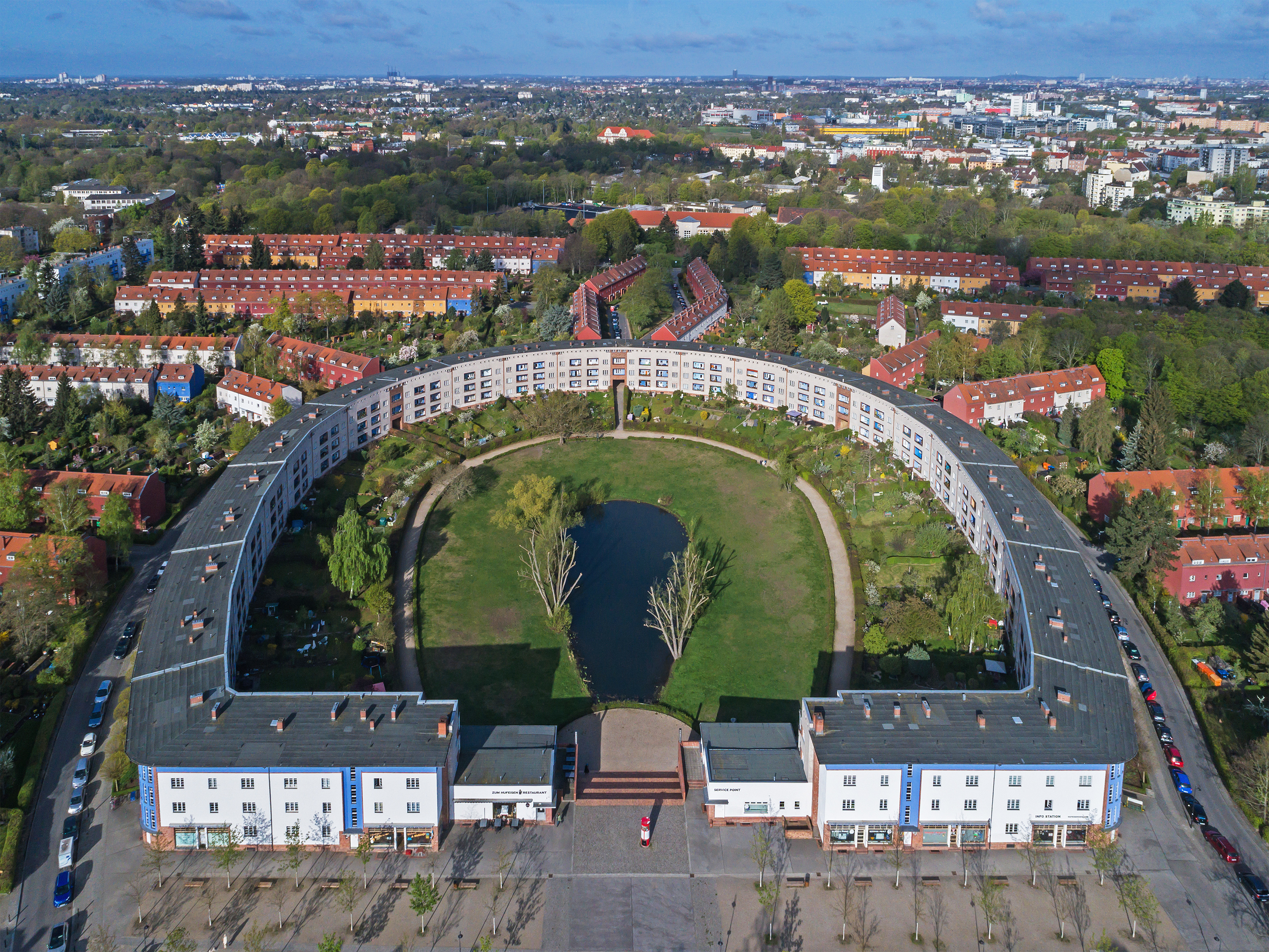
Посёлок Хуфайзен («Подкова»)
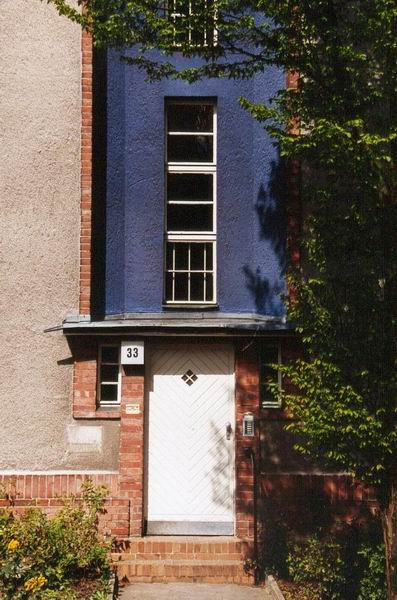
Деталь фасада жилого дома. Хуфайзен
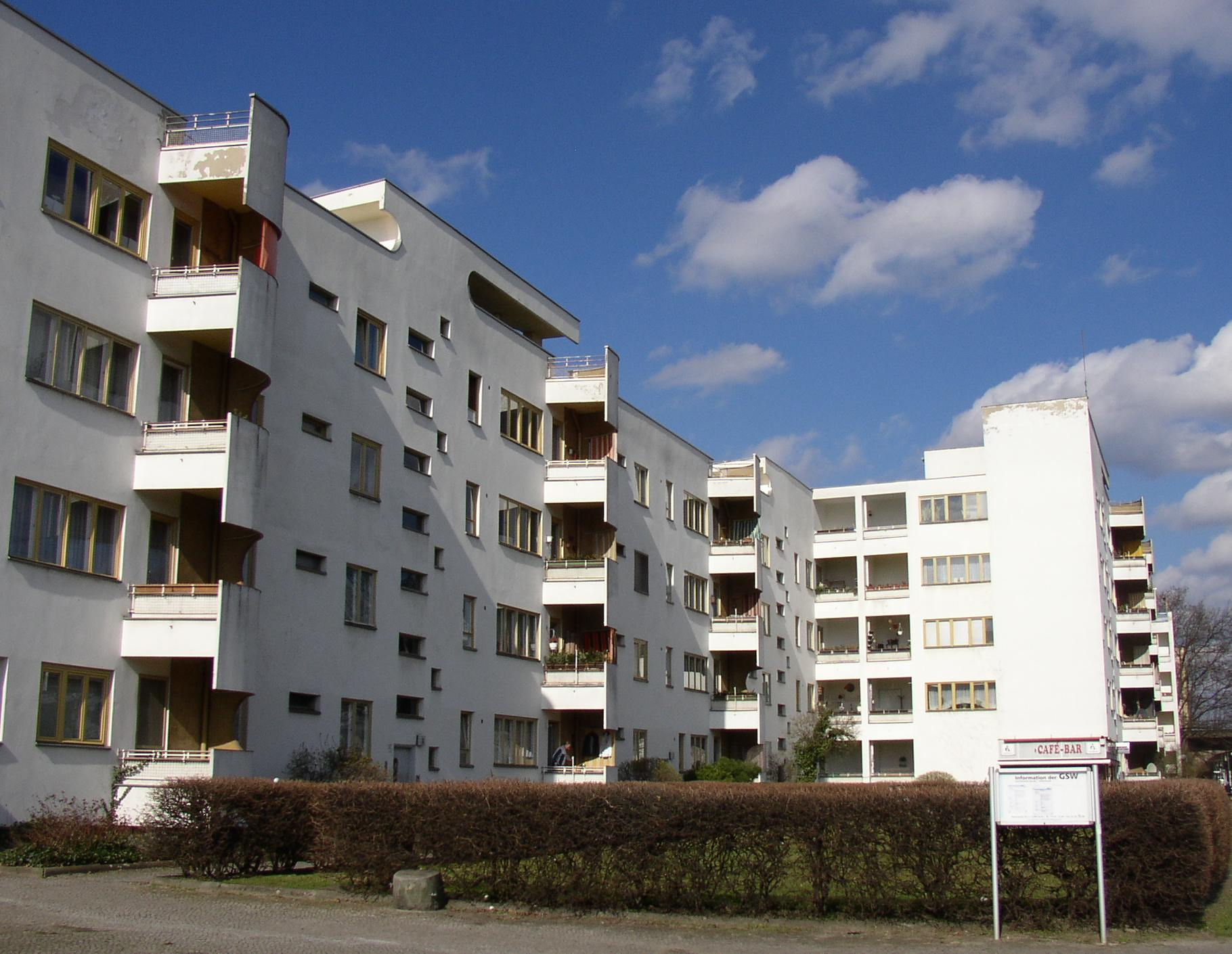
Берлин. Квартал Сименсштадт
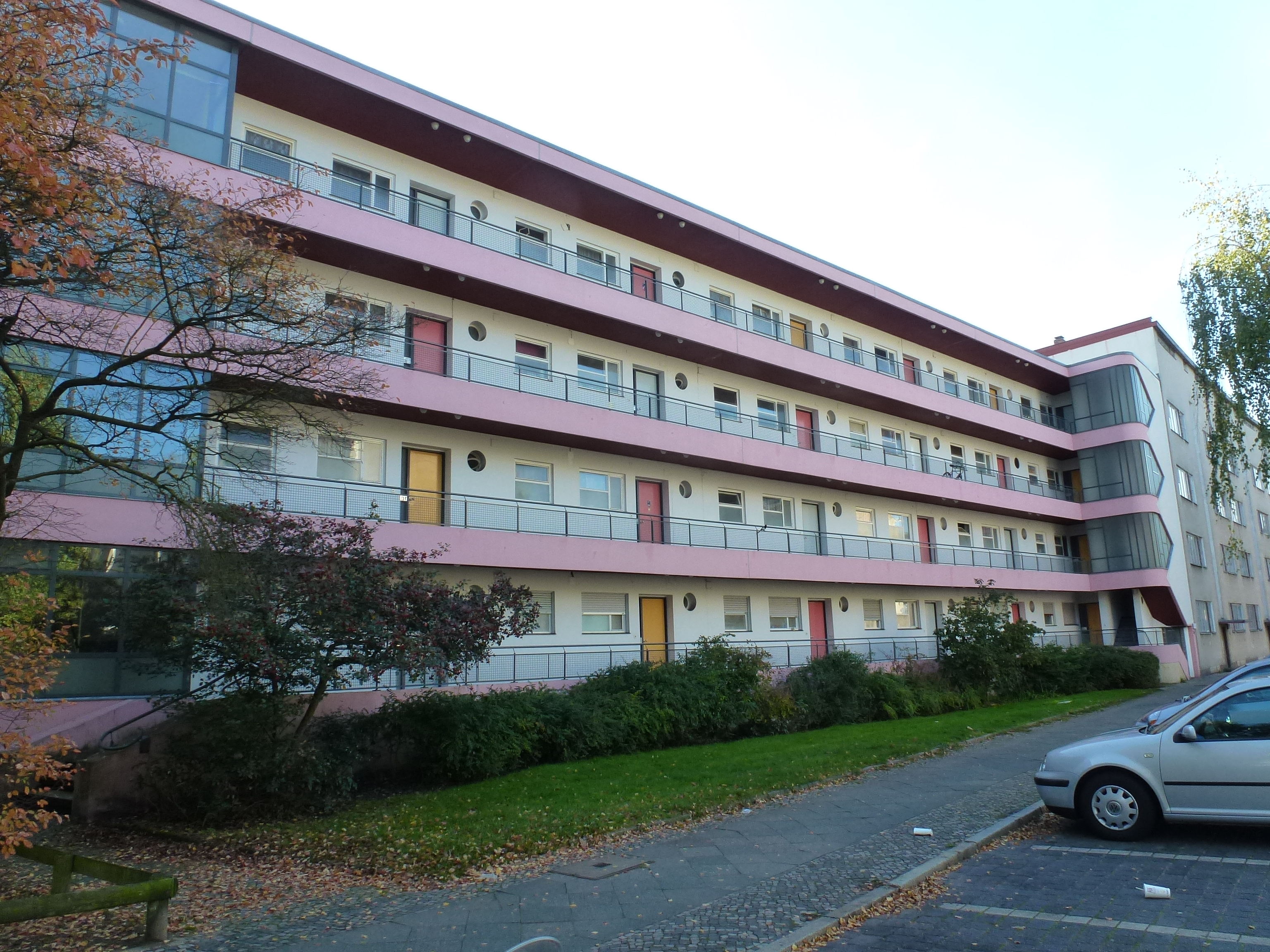
Шарлоттенбург-Норд, Гёбельштрассе
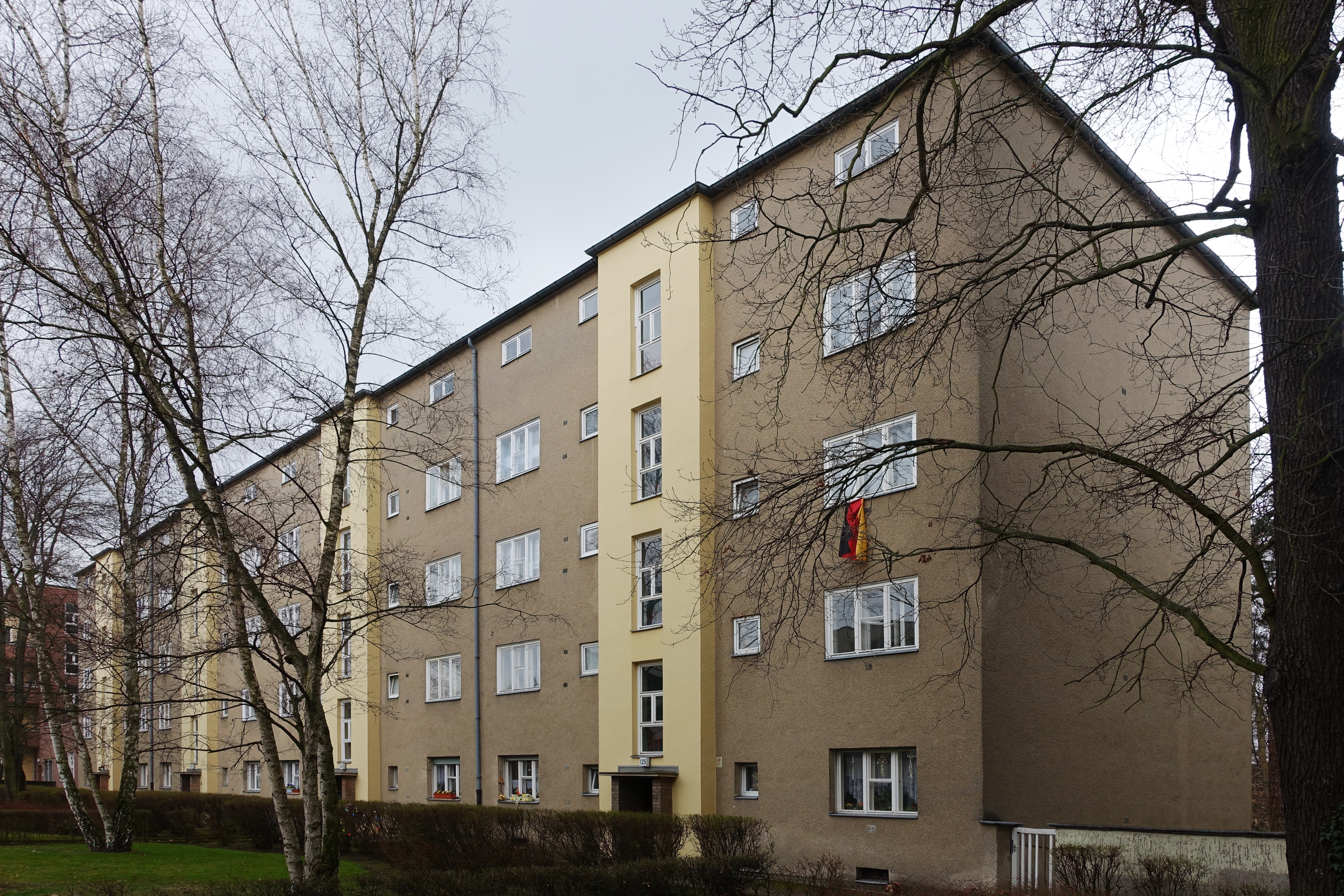
Goebelstraße 117-125
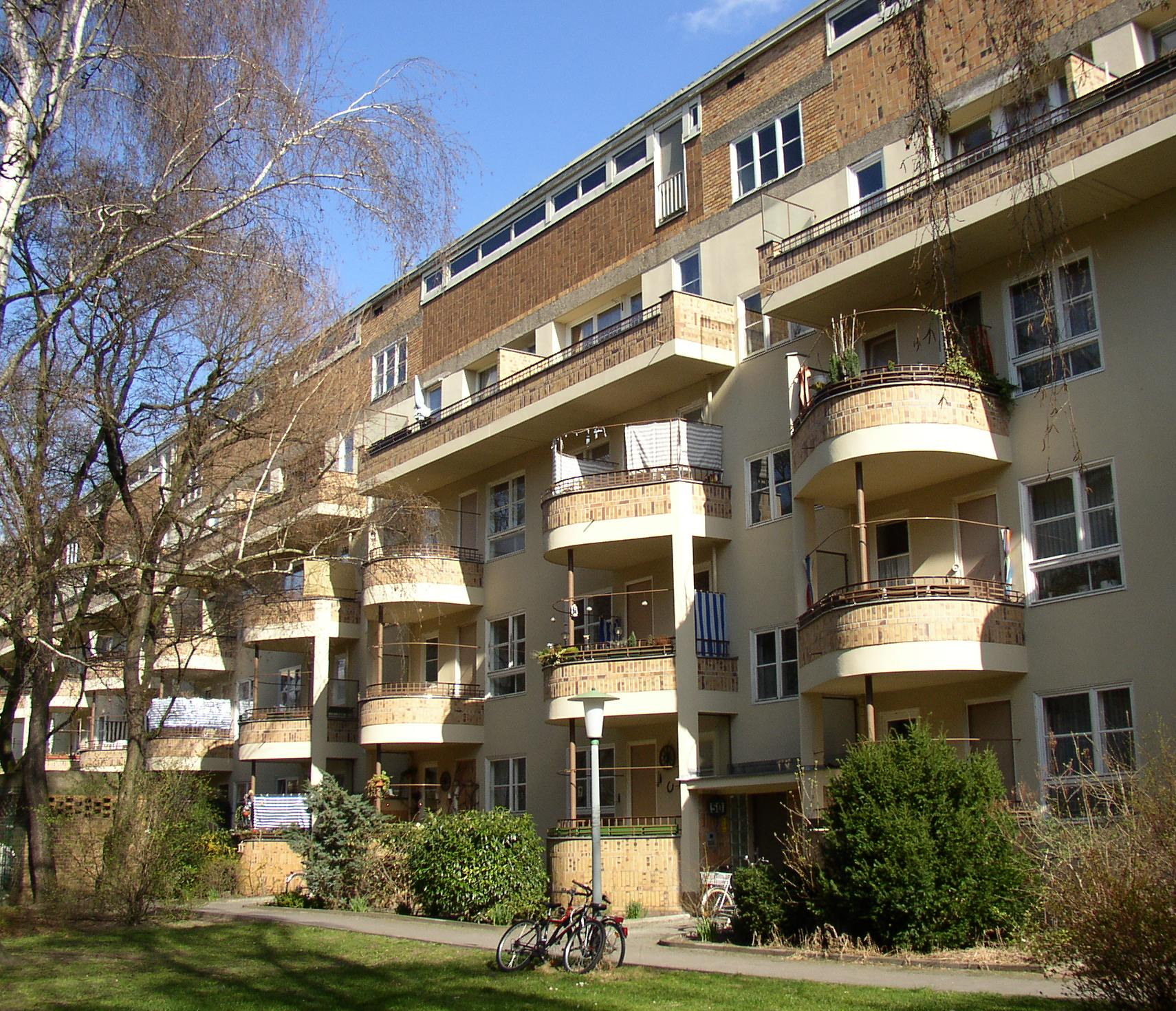
Жилой дом. Сименсштаддт, Берлин